# 10891 Fink
10891 Fink (1997 QR3) là một tiểu hành tinh vành đai chính được phát hiện ngày 30 tháng 8 năm 1997 bởi ODAS ở Caussols. Nó được đặt tên cho Uwe Fink.